# Dermatobia hominis
Dermatobia hominis (Grieks δέρμα, huid + βίος, leven, en Latijn hominis, van een mens), is een soort horzel waarvan de larven ook op mensen parasiteren.
Er is aangetoond dat eitjes van Dermatobia hominis worden overgebracht door meer dan 40 soorten muggen en muskusvliegen, evenals door sommige teken. Het horzelvrouwtje vangt de mug en hecht haar eieren aan de mug, waarna ze deze loslaat. Ofwel de eieren komen uit terwijl de mug zich voedt en gebruiken de larven de plek van de muggenbeet als ingang, ofwel de eieren vallen gewoon van de vlieg af wanneer deze op de huid landt. De larven ontwikkelen zich in de onderhuidse lagen en na ongeveer acht weken vallen ze eruit om zich minstens een week te verpoppen, meestal in de grond. De volwassen vliegen zijn grote vliegen zonder monddelen (zoals ook geldt voor andere horzels).
De soort is inheems in Noord- en Zuid-Amerika, van zuidoost Mexico (beginnend in centraal Veracruz) tot noordelijk Argentinië en Uruguay, maar is niet talrijk/schadelijk genoeg is om ooit een echte plaagstatus te bereiken. Normaal gesproken is het grootste risico dat ze voor mensen vormen de toename van de kans op infectie. Omdat de vliegenlarven de volledige ontwikkeling van acht weken alleen kunnen overleven als de wond niet geïnfecteerd raakt, krijgen patiënten zelden last van infecties, tenzij ze de larven doden zonder ze volledig te verwijderen.

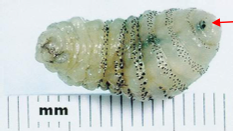
Verwijderde horzellarve: De pijl wijst naar de monddelen van de larve.

## Remedies
De gemakkelijkste en meest effectieve manier om horzellarven te verwijderen, is door vaseline op de plek aan te brengen. Dit voorkomt dat er lucht bij de larven komt, waardoor ze stikken. Na een dag kan de larve veilig met een pincet worden verwijderd. Witte lijm gemengd met pyrethrine of andere veilige insecticiden, aangebracht op de zwelling op de hoofdhuid, doodt de larven binnen enkele uren. Ze moeten een luchtgat openhouden en kauwen daarom door de opgedroogde lijm heen, waarbij ze het insecticide opeten. 
Met een uitzuigpompje kunnen larven in elke groeifase gemakkelijk worden verwijderd. Een larve werd ook succesvol verwijderd door eerst een paar lagen nagellak aan te brengen op de plek waar de larve is binnengedrongen, waardoor deze door gedeeltelijke verstikking werd verzwakt.  Het afdekken van de locatie met plakband zou ook resulteren in gedeeltelijke verstikking en verzwakking van de larve, maar wordt niet aanbevolen omdat de ademhalingsbuis van de larve kwetsbaar is en zou breken tijdens het verwijderen van de plakband, waardoor het grootste deel van de larve achterblijft.
Het oraal gebruik van ivermectine, blijkt een effectieve en niet-invasieve behandeling te zijn die tot spontane migratie van de larve leidt. Dit is vooral belangrijk in gevallen waarin de larve zich op moeilijk bereikbare plaatsen bevindt, zoals in de binnenste ooghoek.